# Iruña (Víllodas)
Iruña es un despoblado que actualmente forma parte del concejo de Víllodas, que está situado en el municipio de Iruña de Oca, en la provincia de Álava, País Vasco (España).

## Historia
Documentado desde la Edad Media, se desconoce cuándo se despobló.
Su parroquia se llamaba Nuestra Señora de Yruña.